# Heinrich Beitzke

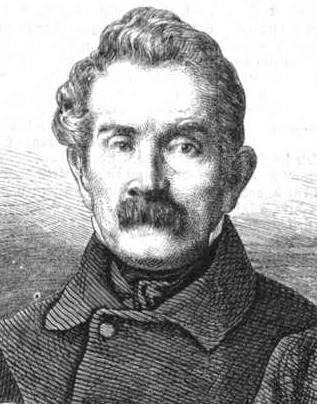
Heinrich Ludwig Beitzke, 1862. Grafik von Hermann Scherenberg, (Ausschnitt).

Heinrich Beitzke (* 15. Februar 1798 in Muttrin; † 10. Mai 1867 in Köslin; vollständiger Name Heinrich Ludwig Beitzke) war ein deutscher Militärschriftsteller.

## Leben
Beitzke war der Sohn eines Pfarrers. Dieser starb, als Heinrich Beitzke fünf Jahre alt war. Heinrich Beitzke wuchs dann in armen Verhältnissen auf, besuchte zunächst die Dorfschule, erhielt anschließend Unterricht vom Dorfpastor und wurde 1811 von einem Geistlichen in Kolberg aufgenommen, wo er die Realschule besuchte. Anschließend übernahm er notgedrungen 1813 den Dienst eines Gerichtsschreibers. Eine kleine Erbschaft ermöglichte ihm im Frühjahr 1815, als freiwilliger Jäger in die preußische Armee einzutreten und an dem Feldzug gegen Frankreich teilzunehmen.
Im September 1815 wurde er zum Offizieranwärter im 4. Pommerschen Linienregiment ernannt. Nach dem Friedensschluss blieb er in der Armee. Er besuchte die Kriegsschulen zu Koblenz und Mainz, dann, 1817 zum Sekondeleutnant befördert, die Allgemeine Kriegsschule zu Berlin, wurde von 1823 bis 1826 bei den topographischen Arbeiten des Generalstabs verwendet und war von 1828 bis 1836 Lehrer an der Divisionsschule in Stargard in Pommern. Er wurde 1831 zum Premierleutnant, 1839 zum Hauptmann befördert. Ende 1845 nahm er wegen anhaltender Kränklichkeit als Major seinen Abschied.
Nach seinem Abschied aus der Armee siedelte er nach Köslin über und widmete sich dort der schriftstellerischen  Tätigkeit. Seine Werke, zuerst seine Geschichte der Deutschen Freiheitskriege in den Jahren 1813 und 1814 in drei Bänden, waren zu ihrer Zeit populär und fanden Anerkennung. Beitzke wurde von der Universität Jena zum Dr. phil. promoviert und durch den Großherzog von Weimar mit dem Hausorden vom Weißen Falken ausgezeichnet.
Seit 1858 gehörte er dem Preußischen Abgeordnetenhaus an, in welchem er sich zur Fortschrittspartei hielt und während der Konfliktszeit namentlich bei den Verhandlungen über die Militärreorganisation als Redner sich hervortat. Bei der Abgeordnetenhauswahl 1858 wurde er für den Wahlkreis Anklam gewählt. Bei der Abgeordnetenhauswahl 1862 wurde er sogar in vier Wahlkreisen gewählt und nahm die Wahl für den Wahlkreis Hamm-Soest an. Er starb am 10. Mai 1867 in Köslin. Auf dem dortigen Friedhof wurde ihm nach Entwurf des Bildhauers Melchior zur Strassen ein Grabdenkmal mit einer Porträtbüste errichtet.

## Schriften
- Geschichte der Deutschen Freiheitskriege in den Jahren 1813 und 1814.
  - Band 1 1854 Digitalisat
  - Band 2 Digitalisat
  - Band 3 1855 Digitalisat
- Geschichte des russischen Kriegs 1812. Berlin 1856, 2. Aufl. 1862 Digitalisat
- Geschichte des Jahres 1815. Berlin 1865.
  - Digitalisat Band 1
  - Digitalisat Band 2
- Das preußische Heer vor und nach der Reorganisation, seine Stärke und Zusammensetzung im Krieg von 1866. Berlin 1867 Digitalisat
- (Hrsg.) Hinterlassenen Schriften des Generalauditeurs Dr. Friccius. Berlin 1866.